# Under My Skin (album của Avril Lavigne)
Under My Skin là album phòng thu thứ hai của nghệ sĩ thu âm người Canada Avril Lavigne, phát hành trên toàn cầu vào ngày 23 tháng 5 năm 2004 bởi Arista Records và RCA Records. Lavigne đã viết lời cho hầu hết những bài hát trong album với Chantal Kreviazuk, người đã mời cô đến phòng thu tại gia do Kreviazuk và chồng cô Raine Maida đồng sở hữu, nơi Lavigne thu âm hầu hết những bài hát của nó. Đây là tập hợp những bản thu âm mang đậm phong cách alternative rock và post-grunge, được đánh giá là "tăm tối hơn" so với album phòng thu trước của cô, Let Go (2002). Quá trình sản xuất album được thực hiện bởi Maida, Don Gilmore, và Butch Walker.
Sau khi phát hành, Under My Skin đa phần nhận được những phản ứng tích cực từ các nhà phê bình âm nhạc, trong đó họ so sánh phong cách âm nhạc của album với những tác phẩm của Amy Lee và Alanis Morissette. Về mặt thương mại, nó đã đạt được nhiều thành công đáng kể trên toàn cầu, đứng đầu các bảng xếp hạng ở Úc, Áo, Canada, Đức, Ireland, Nhật Bản, Tây Ban Nha, Vương quốc Anh và Hoa Kỳ. Ngoài ra, album cũng lọt vào top 10 ở nhiều thị trường khác như Bỉ, Pháp, Hi Lạp, Ý, New Zealand, Bồ Đào Nha và Thụy Sĩ. Tại Hoa Kỳ, album ra mắt ở vị trí số một trên bảng xếp hạng Billboard 200 với 381.000 bản, trở thành album quán quân đầu tiên của Lavigne tại đây, và xếp vị trí thứ 149 trong danh sách những album bán chạy nhất thập niên 2000, theo tạp chí Billboard. Tính đến nay, Under My Skin đã bán được 14 triệu bản trên toàn thế giới.
Bốn đĩa đơn thương mại và hai đĩa đơn quảng bá đã được phát hành từ album. Đĩa đơn đầu tiên, "Don't Tell Me" lọt vào top 10 ở Úc, Canada, Đức, Ireland, Ý, Tây Ban Nha và Vương quốc Anh cũng như top 20 ở nhiều quốc gia khác. Đĩa đơn tiếp theo, "My Happy Ending" cũng gặt hái nhiều thành công ở những thị trường lớn, và trở thành đĩa đơn duy nhất từ Under My Skin lọt vào top 10 trên bảng xếp hạng Billboard Hot 100, nơi nó đạt vị trí thứ 9. Hai đĩa đơn còn lại là "Nobody's Home" và "He Wasn't" chỉ gặt hái những thành công ít ỏi trên thị trường quốc tế. Để quảng bá cho album, Lavigne bắt tay thực hiện chuyến lưu diễn thứ hai trong sự nghiệp Bonz Tour trong năm 2004 và kéo dài đến năm 2005.

## Danh sách bài hát
| STT | Nhan đề            | Phổ lời                   | Phổ nhạc              | Sản xuất     | Thời lượng |
| --- | ------------------ | ------------------------- | --------------------- | ------------ | ---------- |
| 1.  | "Take Me Away"     | Avril Lavigne             | Evan Taubenfeld       | Don Gilmore  | 2:57       |
| 2.  | "Together"         | Lavigne Chantal Kreviazuk | Lavigne Kreviazuk     | Gilmore      | 3:14       |
| 3.  | "Don't Tell Me"    | Lavigne                   | Taubenfeld            | Butch Walker | 3:21       |
| 4.  | "He Wasn't"        | Lavigne Kreviazuk         | Lavigne Kreviazuk     | Raine Maida  | 2:59       |
| 5.  | "How Does It Feel" | Lavigne Kreviazuk         | Lavigne Kreviazuk     | Maida        | 3:44       |
| 6.  | "My Happy Ending"  | Lavigne Butch Walker      | Lavigne Walker        | Walker       | 4:02       |
| 7.  | "Nobody's Home"    | Lavigne                   | Lavigne Ben Moody     | Gilmore      | 3:32       |
| 8.  | "Forgotten"        | Lavigne Kreviazuk         | Lavigne Kreviazuk     | Gilmore      | 3:16       |
| 9.  | "Who Knows"        | Lavigne Kreviazuk         | Lavigne Kreviazuk     | Maida        | 3:30       |
| 10. | "Fall to Pieces"   | Lavigne Maida             | Lavigne Maida         | Maida        | 3:28       |
| 11. | "Freak Out"        | Lavigne                   | Taubenfeld Matt Brann | Walker       | 3:11       |
| 12. | "Slipped Away"     | Lavigne Kreviazuk         | Lavigne Kreviazuk     | Maida        | 3:33       |

| Track bổ sung ở Anh quốc, trên iTunes và Spotify | Track bổ sung ở Anh quốc, trên iTunes và Spotify | Track bổ sung ở Anh quốc, trên iTunes và Spotify | Track bổ sung ở Anh quốc, trên iTunes và Spotify | Track bổ sung ở Anh quốc, trên iTunes và Spotify | Track bổ sung ở Anh quốc, trên iTunes và Spotify |
| STT                                              | Nhan đề                                          | Phổ lời                                          | Phổ nhạc                                         | Sản xuất                                         | Thời lượng                                       |
| ------------------------------------------------ | ------------------------------------------------ | ------------------------------------------------ | ------------------------------------------------ | ------------------------------------------------ | ------------------------------------------------ |
| 13.                                              | "I Always Get What I Want"                       | Lavigne Clif Magness                             | Lavigne Clif Magness                             | Magness                                          | 2:31                                             |

| Track bổ sung ở Nhật | Track bổ sung ở Nhật                | Track bổ sung ở Nhật | Track bổ sung ở Nhật | Track bổ sung ở Nhật | Track bổ sung ở Nhật |
| STT                  | Nhan đề                             | Phổ lời              | Phổ nhạc             | Sản xuất             | Thời lượng           |
| -------------------- | ----------------------------------- | -------------------- | -------------------- | -------------------- | -------------------- |
| 13.                  | "I Always Get What I Want"          | Lavigne Magness      | Lavigne Magness      | Magness              | 2:31                 |
| 14.                  | "Nobody's Home" (phiên bản hát mộc) | Lavigne              | Lavigne Moody        | Gilmore              | 3:38                 |

| Mặt DVD phiên bản DualDisc | Mặt DVD phiên bản DualDisc      | Mặt DVD phiên bản DualDisc |
| STT                        | Nhan đề                         | Thời lượng                 |
| -------------------------- | ------------------------------- | -------------------------- |
| 1.                         | "Toàn bộ album (chế độ Stereo)" |                            |
| 2.                         | "Hậu trường"                    |                            |
| 3.                         | "Don't Tell Me" (video)         |                            |
| 4.                         | "My Happy Ending" (video)       |                            |
| 5.                         | "Nobody's Home" (video)         |                            |

| Track bổ sung phiên bản đặc biệt | Track bổ sung phiên bản đặc biệt | Track bổ sung phiên bản đặc biệt            | Track bổ sung phiên bản đặc biệt |
| STT                              | Nhan đề                          | Sáng tác                                    | Thời lượng                       |
| -------------------------------- | -------------------------------- | ------------------------------------------- | -------------------------------- |
| 13.                              | "Nobody's Home" (trực tiếp)      | Avril Lavigne, Moody                        | 3:20                             |
| 14.                              | "Take Me Away" (trực tiếp)       | Avril Lavigne, Taubenfeld                   | 2:55                             |
| 15.                              | "He Wasn't" (trực tiếp)          |                                             | 3:13                             |
| 16.                              | "Tomorrow" (trực tiếp)           | Avril Lavigne, Curtis Frasca, Sabelle Breer | 3:35                             |

| Track bổ sung phiên bản đặc biệt ở Nhật | Track bổ sung phiên bản đặc biệt ở Nhật | Track bổ sung phiên bản đặc biệt ở Nhật | Track bổ sung phiên bản đặc biệt ở Nhật | Track bổ sung phiên bản đặc biệt ở Nhật |
| STT                                     | Nhan đề                                 | Sáng tác                                | Sản xuất                                | Thời lượng                              |
| --------------------------------------- | --------------------------------------- | --------------------------------------- | --------------------------------------- | --------------------------------------- |
| 13.                                     | "I Always Get What I Want"              | Lavigne, Magness                        | Magness                                 | 2:31                                    |
| 14.                                     | "Nobody's Home (phiên bản hát mộc)"     | Lavigne, Moody                          | Gilmore                                 | 3:38                                    |
| 15.                                     | "Nobody's Home" (live)                  | Avril Lavigne, Moody                    |                                         | 3:20                                    |
| 16.                                     | "Take Me Away" (trực tiếp)              | Avril Lavigne, Taubenfeld               |                                         | 2:55                                    |
| 17.                                     | "He Wasn't" (trực tiếp)                 | Avril Lavigne, Kreviazuk                |                                         | 3:13                                    |
| 18.                                     | "Tomorrow" (trực tiếp)                  |                                         |                                         | 3:35                                    |

| DVD phiên bản đặc biệt | DVD phiên bản đặc biệt    | DVD phiên bản đặc biệt |
| STT                    | Nhan đề                   | Thời lượng             |
| ---------------------- | ------------------------- | ---------------------- |
| 1.                     | "Nhật ký Under My Skin"   |                        |
| 2.                     | "Nhật ký Bonez Tour"      |                        |
| 3.                     | "Don't Tell Me" (video)   |                        |
| 4.                     | "My Happy Ending" (video) |                        |
| 5.                     | "Nobody's Home" (video)   |                        |
| 6.                     | "He Wasn't" (video)       |                        |

## Xếp hạng
| Bảng xếp hạng (2004)                     | Vị trí cao nhất |
| ---------------------------------------- | --------------- |
| Album Úc (ARIA)                          | 1               |
| Album Áo (Ö3 Austria)                    | 1               |
| Album Bỉ (Ultratop Vlaanderen)           | 5               |
| Album Bỉ (Ultratop Wallonie)             | 6               |
| Album Canada (Billboard)                 | 1               |
| Album Đan Mạch (Hitlisten)               | 24              |
| Châu Âu (Billboard)                      | 1               |
| Album Hà Lan (Album Top 100)             | 13              |
| Album Phần Lan (Suomen virallinen lista) | 14              |
| Album Pháp (SNEP)                        | 4               |
| Đức (Offizielle Top 100)                 | 1               |
| Album Hy Lạp (IFPI)                      | 1               |
| Album Hungaria (MAHASZ)                  | 7               |
| Album Ireland (IRMA)                     | 1               |
| Album Ý (FIMI)                           | 3               |
| Nhật Bản (Oricon)                        | 1               |
| Album New Zealand (RMNZ)                 | 7               |
| Album Na Uy (VG-lista)                   | 11              |
| Album Ba Lan (ZPAV)                      | 13              |
| Album Bồ Đào Nha (AFP)                   | 3               |
| Album Scotland (OCC)                     | 2               |
| Tây Ban Nha (PROMUSICAE)                 | 1               |
| Album Thụy Điển (Sverigetopplistan)      | 14              |
| Album Thụy Sĩ (Schweizer Hitparade)      | 2               |
| Album Anh Quốc (OCC)                     | 1               |
| Album Hoa Kỳ Billboard 200               | 1               |

| Bảng xếp hạng (2004)               | Vị trí |
| ---------------------------------- | ------ |
| Australian Albums (ARIA)           | 36     |
| Austrian Albums (Ö3 Austria)       | 13     |
| Belgian Albums (Ultratop Flanders) | 51     |
| Belgian Albums (Ultratop Wallonia) | 34     |
| Danish Albums (Hitlisten)          | 87     |
| Dutch Albums (MegaCharts)          | 80     |
| European Albums (Billboard)        | 8      |
| French Albums (SNEP)               | 48     |
| German Albums (Offizielle Top 100) | 14     |
| Hungarian Albums (MAHASZ)          | 51     |
| Italian Albums (FIMI)              | 22     |
| Japanese Albums (Oricon)           | 8      |
| New Zealand (Recorded Music NZ)    | 48     |
| Swedish Albums (Sverigetopplistan) | 79     |
| Swiss Albums (Schweizer Hitparade) | 13     |
| UK Albums (OCC)                    | 31     |
| US Billboard 200                   | 22     |
| Worldwide (IFPI)                   | 5      |
| Bảng xếp hạng (2005)               | Vị trí |
| German Albums (Offizielle Top 100) | 92     |
| US Billboard 200                   | 68     |

| Bảng xếp hạng (2000-09) | Vị trí |
| ----------------------- | ------ |
| US Billboard 200        | 149    |

## Chứng nhận
| Quốc gia                                                                           | Chứng nhận  | Số đơn vị/doanh số chứng nhận |
| ---------------------------------------------------------------------------------- | ----------- | ----------------------------- |
| Argentina (CAPIF)                                                                  | Bạch kim    | 40.000^                       |
| Úc (ARIA)                                                                          | Bạch kim    | 70.000^                       |
| Áo (IFPI Áo)                                                                       | Bạch kim    | 30,000*                       |
| Bỉ (BEA)                                                                           | Vàng        | 25.000*                       |
| Brasil (Pro-Música Brasil)                                                         | Bạch kim    | 125.000*                      |
| Canada (Music Canada)                                                              | 5× Bạch kim | 500.000^                      |
| Pháp (SNEP)                                                                        | Vàng        | 100.000*                      |
| Đức (BVMI)                                                                         | Vàng        | 150.000^                      |
| Hy Lạp (IFPI Hy Lạp)                                                               | Vàng        | 10.000^                       |
| Hồng Kông (IFPI Hồng Kông)                                                         | Bạch kim    | 20.000*                       |
| Ireland (IRMA)                                                                     | 3× Bạch kim | 45.000^                       |
| Ý (FIMI)                                                                           | 3× Bạch kim | 300.000*                      |
| Nhật Bản (RIAJ)                                                                    | Kim cương   | 1,100,000^                    |
| México (AMPROFON)                                                                  | Bạch kim    | 100.000^                      |
| New Zealand (RMNZ)                                                                 | Vàng        | 7.500^                        |
| Bồ Đào Nha (AFP)                                                                   | Bạc         | 10.000^                       |
| Nga (NFPF)                                                                         | Bạch kim    | 20.000*                       |
| Tây Ban Nha (PROMUSICAE)                                                           | Vàng        | 50.000^                       |
| Thụy Sĩ (IFPI)                                                                     | Bạch kim    | 40.000^                       |
| Anh Quốc (BPI)                                                                     | 2× Bạch kim | 620,000^                      |
| Hoa Kỳ (RIAA)                                                                      | 3× Bạch kim | 3,200,000                     |
| Tổng hợp                                                                           |             |                               |
| Châu Âu (IFPI)                                                                     | Bạch kim    | 1.000.000*                    |
| * Chứng nhận dựa theo doanh số tiêu thụ. ^ Chứng nhận dựa theo doanh số nhập hàng. |             |                               |

## Giải thưởng
| Năm  | Giải thưởng                      | Hạng mục                     | Kết quả   |
| ---- | -------------------------------- | ---------------------------- | --------- |
| 2004 | Premios Oye!                     | Bản thu âm tiếng Anh của năm | Đoạt giải |
| 2005 | Juno Awards                      | Album Pop xuất sắc nhất      | Đoạt giải |
| 2005 | Juno Awards                      | Album xuất sắc nhất          | Đề cử     |
| 2005 | Giải thưởng Đĩa vàng (Hồng Kông) | 10 Album xuất sắc nhất       | Đoạt giải |
| 2005 | Giải thưởng Đĩa vàng (Nhật Bản)  | Album Rock & Pop của năm     | Đoạt giải |

## Lịch sử phát hành
| Khu vực  | Ngày                | Hãng đĩa  |
| -------- | ------------------- | --------- |
| Nhật Bản | 12 tháng 5 năm 2004 | BMG Japan |
| Hoa Kỳ   | 22 tháng 5 năm 2004 | Arista    |
| Toàn cầu | 23 tháng 5 năm 2004 | Arista    |